# Lobochaeta setosissima
Lobochaeta setosissima är en tvåvingeart som beskrevs av Charles Thomas Brues 1936. Lobochaeta setosissima ingår i släktet Lobochaeta och familjen puckelflugor.
Artens utbredningsområde är Filippinerna. Inga underarter finns listade i Catalogue of Life.